# Giorgio Buccellati
Giorgio Buccellati (Milano, 1937) è un archeologo italiano, noto soprattutto per aver scoperto in Siria l'antica città di Urkesh, capitale dei Hurriti.

## Biografia

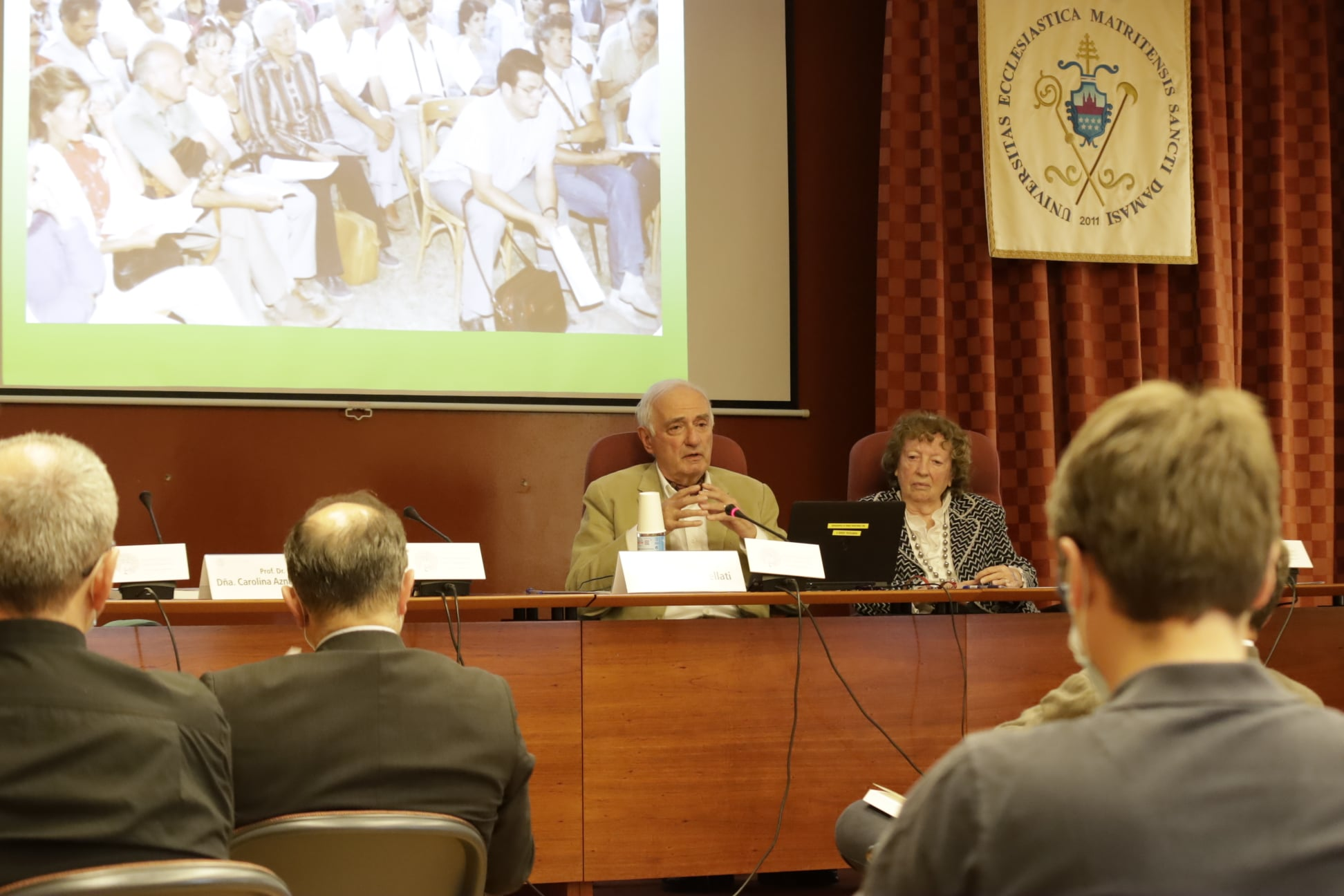
Giorgio Buccellati tiene una lezione all'Università San Dámaso, a Madrid (Spagna)

Giorgio è il quinto figlio di Mario Buccellati: è il più piccolo dei suoi fratelli. Dopo aver compiuto gli studi classici all'Istituto Gonzaga di Milano, si è laureato in storia antica alla Cattolica di Milano nel 1959; ha poi conseguito quelle in filosofia alla Fordham University di New York nel 1961 e in civiltà orientali all'Università di Chicago nel 1965. Ha quindi insegnato all'Università della California a Los Angeles (UCLA), dove nel 1973 ha fondato il Cotsen Institute of Archaeology dirigendolo per i successivi dieci anni e dove dal 1994 è professore emerito nei due dipartimenti di lingue e storia. Nel 1973 ha fondato inoltre l'IIMAS (The International Institute for Mesopotamian Area Studies), di cui è l'attuale direttore. Attivo anche in campo editoriale, ha dato vita alle Undena Publications di cui è il direttore generale.
Ha ricevuto il Premio Balzan 2021 per l'arte e archeologia del Vicino Oriente antico, insieme alla moglie Marilyn Kelly-Buccellati.

## Indagini e studi

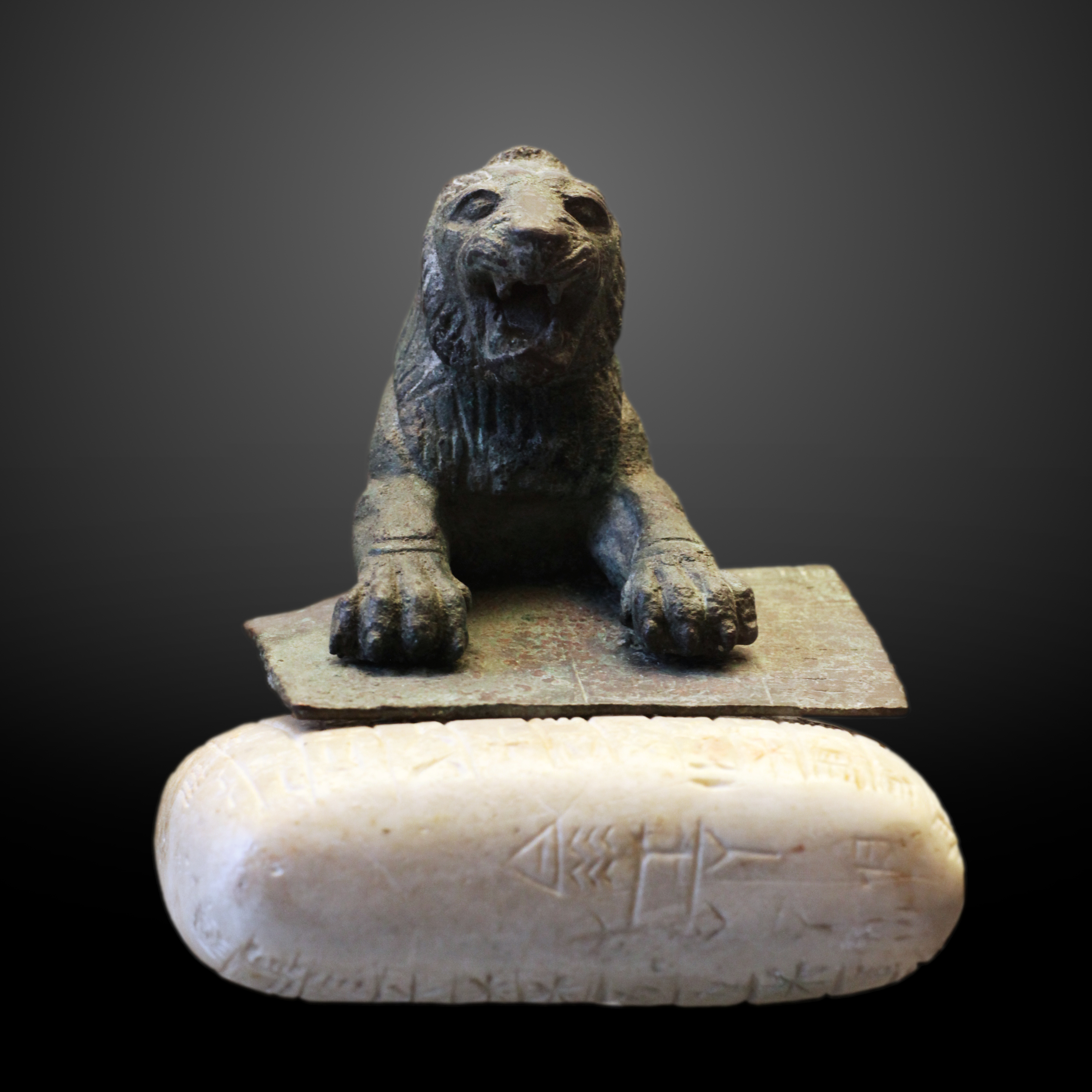
Il "leone del Louvre" che, con l'analogo bronzo del Metropolitan di New York, ha condotto Buccellati a riscoprire Urkesh.

Le sue ricerche approfondite e le relative pubblicazioni riguardano il mondo accadico (filologia, linguistica e letteratura), la grafematica cuneiforme, la storia delle istituzioni politiche e religiose della Mesopotamia e l'archeologia della Siria. Con la moglie Marilyn Kelly-Buccellati, professoressa anche lei alla UCLA, ha partecipato e diretto progetti archeologici in Iraq (a Nippur e Dilbat), in Turchia, nel Caucaso e soprattutto in Siria (a Terqa e Urkesh). Oltre ad aver creato importanti siti web scientifici, fin dal 1968 ha applicato i sistemi digitali alla ricerca archeologica e linguistica.

## Opere principali
- "Da Saul a David: le origini della monarchia israelitica alla luce della storiografia contemporanea", in Bibbia e Oriente, 1, n. 4-5, 1959, pp. 99–128[11].
- (EN)  The Amorites of the Ur III period, Napoli, Istituto Orientale, 1966[12].
- (EN)  Cities and nations of ancient Syria. An essay on political institutions with special reference to the Israelite Kingdoms, Roma, Istituto di studi del Vicino Oriente, 1967.
- (EN)  Cuneiform texts from Nippur. The eighth and ninth seasons (con Robert D. Biggs), Chicago, The University of Chicago Press, 1969[13].
- (EN)  Terqa Excavation Reports - The fourth season: introduction and the stratigraphic record, Malibu, Undena Publications, 1979. ISBN 0-89003-042-1.
- (EN)  Terqa 1978 - The joint expedition to Terqa: the fourth season, fall 1978 (a cura di, con Marylin Kelly-Buccellati), Malibu, Undena Publications, 1979 (contenitore con testo, diapositive, audiocassetta e inserto illustrativo). ISBN 0-89003-076-6.
- (EN)  Mozan Excavation Reports - The soundings of the first two seasons (con Marylin Kelly-Buccellati), Malibu, Undena Publications, 1988. ISBN 0-89003-195-9.
- (EN)  A structural grammar of Babylonian, Wiesbaden, Harrassowitz, 1996. ISBN 3-447-03612-5[14].
- Quando in alto i cieli. La spiritualità mesopotamica a confronto con quella biblica, Milano, Jaca Book, 2012. ISBN 978-88-16-41159-3[15].
- Alle origini della politica. La formazione e la crescita dello Stato in Siro-Mesopotamia (prefazione di Marta Cartabia), Milano, Jaca Book, 2013. ISBN 978-88-16-41214-9[16].